# Insomniac Games
Insomniac Games és una empresa desenvolupadora de videojocs dels Estats Units. Són els creadors dels tres primers videojocs de la saga de videojocs, Spyro the Dragon, Disruptor, com també la saga Ratchet & Clank. Recentment, han llançat un videojoc de PS3 amb molt d'èxit d'acció en primera persona, anomenat Resistance: Fall of Man.

## Perfil de l'empresa
Insomniac va ser creat el 1994 com una empresa independent de videojocs i ara se situa a Burbank, Califòrnia. El seu primer videojoc, un d'acció en primera persona que s'anomena Disruptor per la PlayStation, va ser llançat el 20 de novembre de 1996, i va rebre una bona crítica. Des de llavors, l'empresa ha llançat uns quants més jocs en dos sagues (les dues creades sota l'empresa) per la PlayStation i la PlayStation 2, i tots han tingut una bona crítica i èxits comercials. Abans dels tres jocs de Spyro, l'empresa va començar a crear la saga Ratchet & Clank. El primer Ratchet & Clank té la distinció notable de ser el primer videojoc d'Amèrica produït per ser oficialment llançat amb la PS2 al Japó, un país amb moltes varietats de gustos dels videojocs.
L'empresa també és considerada com unes de les millors i alhora petites en els negocis a Amèrica per l'entorn relaxat, hores flexibles, ioga, divendres festa, nits amb pel·lícula, i a dins un 7/11. L'empresa també s'ofereix per treballar a fora del recinte fe treball.
El 2006, Insomniac va llançar un "bloody" (videojoc sagnant), que s'anomena M-Rated (PlayStation 3), el qual simula l'acció en primera persona. També estan produint el I-8, però va ser reanomenat a Resistance: Fall of Man. El videojoc es compara amb Half-Life 2 perquè surten enemics semblant a aranyes. Hi ha armes del futur com també podem veure a Ratchet & Clank.

## Videojocs
| Títol del videojoc                           | Data de llançament (EUA) | Sistema       |
| -------------------------------------------- | ------------------------ | ------------- |
| Disruptor                                    | 20 de novembre, 1996     | PlayStation   |
| Spyro the Dragon                             | 10 de setembre de 1998   | PlayStation   |
| Spyro 2: Ripto's Rage                        | 2 de novembre de 1999    | PlayStation   |
| Spyro: Year of the Dragon                    | 11 d'octubre de 2000     | PlayStation   |
| Ratchet & Clank                              | 7 de novembre de 2002    | PlayStation 2 |
| Ratchet & Clank: Going Commando              | 11 de novembre de 2003   | PlayStation 2 |
| Ratchet & Clank: Up Your Arsenal             | 2 de novembre de 2004    | PlayStation 2 |
| Ratchet: Deadlocked                          | 25 d'octubre de 2005     | PlayStation 2 |
| Resistance: Fall of Man                      | 14 de novembre de 2006   | PlayStation 3 |
| Ratchet & Clank Future: Tools of Destruction | Al 2007                  | PlayStation 3 |
| Resistance: Rise of Man                      | TBA                      | PlayStation 3 |

## Importants treballadors
- Ted Price (President & executiu en cap)
- Alex Hastings (Cap de tecnologia)
- Brian Hastings (Cap de creacions)
- Chad Dezern (director d'art)
- Vegeu també els membres de l'equip Arxivat 2007-09-27 a Wayback Machine.

## Curiositats
Al Ratchet and Clank: Going Commando i al Ratchet and Clank: Up Your Arsenal es pot visitar Insomniac Games al Planet Burbank. L'ou de pasqua del Insomniac Museum tenen les oficines actuals de Insomniac Games a Burbank, Califòrnia.